# Mundialito de Clubes de Futebol de Areia de 2019
O Mundialito de Clubes de Futebol de Praia (título em Portugal) ou Areia (título no Brasil) de 2019 foi a sexta edição do torneio de futebol de praia, disputada por clubes que foi disputado entre os dias 27 de fevereiro e 3 de março. O evento é organizado pela Beach Soccer Worldwide, sendo a primeira edição disputada fora do Brasil.
O SC Braga sagrou-se campeão mundial pela primeira vez, depois de ter conquistado os 2 anteriores títulos europeus.

## Equipas Qualificadas
| UEFA                | CONMEBOL |
| ------------------- | -------- |
| SC Braga            | Flamengo |
| Lokomotiv de Moscou |          |
| Catânia BS          |          |
| Levante             |          |
| Spartak de Moscou   |          |
| BATE Borisov        |          |
| Sporting CP         |          |

## Local
|  | Megasport ArenaMundialito de Clubes de Futebol de Areia de 2019 (Rússia) |

## Equipas
| GRUPO A           | GRUPO B             |
| ----------------- | ------------------- |
| Spartak de Moscou | SC Braga            |
| Flamengo          | Lokomotiv de Moscou |
| BATE Borisov      | Catânia BS          |
| Sporting CP       | Levante             |

## Fase de Grupos
|  | Equipas classificadas para meias-finais |
|  | Equipas classificadas play-off 5º lugar |
|  | Equipas classificadas play-off 7º lugar |

### Grupo A
| Equipe            | Pts | J | V | V+ | D | GM | GS | +/- |
| ----------------- | --- | - | - | -- | - | -- | -- | --- |
| Spartak de Moscou | 9   | 3 | 3 | 0  | 0 | 12 | 7  | +5  |
| Flamengo          | 6   | 3 | 2 | 0  | 1 | 13 | 8  | +5  |
| Sporting CP       | 2   | 3 | 0 | 1  | 2 | 12 | 14 | –3  |
| BATE Borisov      | 0   | 3 | 0 | 0  | 3 | 10 | 17 | –7  |

| 27 de Fevereiro de 2019 | Spartak Moscou           | 2-1       | Flamengo    | Megasport Arena, Moscovo |
| 19:00                   | Zemskov 8' · Makarov 17' | Relatório | 36' Andrade |                          |

| 27 de Fevereiro de 2019 | BATE Borisov                                  | 4-5 (pro) | Sporting CP                                         | Megasport Arena, Moscovo |
| 20:30                   | Vinogradov 5' · Voloshin 10' · Hapon 26', 33' | Relatório | 11', 27', 34' Ze Lucas · 22' Belchior · 37' Coimbra |                          |

| 28 de Fevereiro de 2019 | Flamengo                                                               | 6-3       | BATE Borisov                                      | Megasport Arena, Moscovo |
| 18:00                   | Stepliani 2', 3' · Paulinho 11' · Alejandro 21' · Thyago 23' · Gil 24' | Relatório | 9' (pen.) Kamzolov · 19' Kotenev · 24' Vinogradov |                          |

| 28 de Fevereiro de 2019 | Spartak Moscou                               | 4-3       | Sporting CP                                  | Megasport Arena, Moscovo |
| 20:30                   | Zemskov 23', 30' · Thanger 24' · Novikov 26' | Relatório | 26' (pen.) Belchior · 28' Alan · 28' Mounoud |                          |

| 1 de Março de 2019 | BATE Borisov                             | 3-6       | Spartak Moscou                                                                         | Megasport Arena, Moscovo |
| 14:00              | Voloshin 4' · Davidovich 14' · Hapon 15' | Relatório | 2' Kotov · 6' (a.g.) Chaikouski · 10' Ryabko · 24' Novikov · 29' Zemskov · 34' Zemskov |                          |

| 1 de Março de 2019 | Sporting CP                             | 3-6       | Flamengo                                                                       | Megasport Arena, Moscovo |
| 16:30              | Jordan 16' · Mounoud 26' · Belchior 36' | Relatório | 2' Paulinho · 2' Stepliani · 18' Alejandro · 21' Pachev · 22' Thyago · 31' Gil |                          |

### Grupo B
| Equipe              | Pts | J | V | V+ | D | GM | GS | +/- |
| ------------------- | --- | - | - | -- | - | -- | -- | --- |
| SC Braga            | 8   | 3 | 2 | 1  | 0 | 17 | 12 | +5  |
| Catânia BS          | 3   | 3 | 1 | 0  | 2 | 22 | 20 | +2  |
| Levante             | 3   | 3 | 1 | 0  | 2 | 12 | 17 | –5  |
| Lokomotiv de Moscou | 2   | 3 | 0 | 1  | 2 | 19 | 12 | –2  |

| 27 de Fevereiro de 2019 | Levante                                                                | 6-4       | Lokomotiv de Moscou                                 | Megasport Arena, Moscovo |
| 14:30                   | Pajón 8' · Adrian Frutos 19' · Suarez 20', 21' · Chiky 24' · Perez 30' | Relatório | 1', 11' Llorenç · 4' V. Kryshanov · 5' N. Kryshanov |                          |

| 27 de Fevereiro de 2019 | SC Braga                                                        | 6-5 (pro) | Catânia BS                              | Megasport Arena, Moscovo |
| 16:30                   | Santos 1', 3' · Bokinha 5', 19' · Torres 14' · Filipe Silva 39' | Relatório | 10', 11' Bryshtel · 11', 14', 35' Lucão |                          |

| 28 de Fevereiro de 2019 | SC Braga                                  | 4-1       | Levante    | Megasport Arena, Moscovo |
| 16:45                   | Filipe Silva 4', 35' · Be Martins 7', 31' | Relatório | 14' Suarez |                          |

| 28 de Fevereiro de 2019 | Lokomotiv de Moscou                                                                                 | 9-8 (pro) | Catânia BS                                                                          | Megasport Arena, Moscovo |
| 19:15                   | Antonio Farias 8', 15', 23', 38' · Viktor Kryshanov 11' · Llorenç 26', 37', 37' · Ostap Fedorov 31' | Relatório | 8', 22' Zurlo · 24', 26', 37', 38' Lucão · 27' Vitaly Sydorenko · 30' Vadzim Bokach |                          |

| 1 de Março de 2019 | Catânia BS                                                                                                  | 9-5       | Levante                                                         | Megasport Arena, Moscovo |
| 19:15              | Lucão 2' · Zurlo 13' · Zurlo 14' · Zurlo 25' · Lucão 26' · Lucão 30' · Bryshtel 30' · Zurlo 31' · Lucão 36' | Relatório | 5' Chiky · 7' Pajón · 30' Perez · 34' Perez · 36' (pen.) Suarez |                          |

| 1 de Março de 2019 | Lokomotiv de Moscou                                                                                  | 6-7       | SC Braga | Megasport Arena, Moscovo |
| 20:30              | Safronov 1' · V. Kryshanov 9' · N. Kryshanov 12' · N. Kryshanov 21' · Llorenç 26' · V. Kryshanov 33' | Relatório | 1', 14' Be Martins · 8' Jordan Santos · 26' Bruno Xavier · 27' Leo Martins · 30' Bokinha · 35' Filipe Silva |                          |

## Fase Final
Sétimo lugar
| 2 de Março de 2019 | BATE Borisov | 0-7       | Lokomotiv de Moscou                                                                            | Megasport Arena, Moscovo         |
| 16:45              |              | Relatório | 4' Peletskiy · 11' Llorenç · 17', 28' V. Kryshanov · 33' Rafinha · 35' Krutikov · 35' Aygustov | Árbitro: Ago Kaertmann (Estonia) |

Quinto lugar
| 2 de Março de 2019 | Sporting CP                                                                             | 9-1       | Levante    | Megasport Arena, Moscovo              |
| 18:00              | Belchior 9', 36' · Jordan 12', 20', 30', 31' · Coimbra 24', 34' · Ricardinho 33' (pen.) | Relatório | 21' Suarez | Árbitro: Eduards Borisevics (Letónia) |

### Apuramento Campeão
|  | Semifinais     | Semifinais |   |                | Final          | Final |  |
|  |                |            |   |                |                |       |  |
|  | 2 de Março     |            |   |                |                |       |  |
|  | Spartak Moscou | 1 (3p)     |   |                |                |       |  |
|  | Catânia BS     | 1 (4p)     |   |                |                |       |  |
|  |                |            |   |                |                |       |  |
|  |                |            |   |                | 3 de Março     |       |  |
|  |                |            |   |                | Catânia BS     | 6     |  |
|  |                | SC Braga   | 7 |                |                |       |  |
|  |                |            |   |                |                |       |  |
|  |                |            |   |                |                |       |  |
|  |                |            |   |                | Terceiro lugar |       |  |
|  | 2 de Março     | 2 de Março |   | 3 de Março     | 3 de Março     |       |  |
|  | Flamengo       | 0          |   | Spartak Moscou | 3              |       |  |
|  | SC Braga       | 4          |   |                | Flamengo       | 4     |  |

Semifinais
| 2 de Março de 2019 | SC Braga                                                    | 4- 0      | Flamengo | Megasport Arena, Moscovo |
| 19:15              | Leo Martins 2' · Padilha 4' · Bruno Xavier 23' · Santos 31' | Relatório |          |                          |

| 2 de Março de 2019 | Spartak de Moscou                                     | 4-4 (pro) | Catânia BS                                         | Megasport Arena, Moscovo            |
| 20:30              | Novikov 13' · Ryabko 16' · Makarov 34' · Catarino 34' | Relatório | 8' Boxach · 18' Genitlin · 31' Zurlo · 33' Bristel | Árbitro: Vitalij Gomolko (Lituânia) |

|                                            |     | Penalidades                                   |  |
| Nascimento Ryabko Makarov Novikov Catarino | 3-4 | Corosiniti Bristel Zurlo Fred Cabral Genitlin |  |

Terceiro lugar
| 3 de Março de 2019 | Spartak de Moscou                       | 3-4       | Flamengo                                            | Megasport Arena, Moscovo |
| 12:00              | Pavlenko 3' · Makarov 28' · Shkarin 36' | Relatório | 19' Andrade · 21' Gustavinho · 28' Piu · 35' Pachev |                          |

### Final
| 3 de Março de 2019 | Catânia BS                                                                     | 6-7       | SC Braga | Megasport Arena, Moscovo           |
| 13:30              | Sidorenko 2' · Bristel 14' · Lucão 18' · Gentilin 24' · Boxach 31' · Zurlo 33' | Relatório | 1' Leo Martins · 2' Jordan Santos · 3' (a.g.) Gentilin · 7' Leo Martins · 19' Bokinha · 24' Bruno Xavier · 33' Filipe Silva | Árbitro: Victor Listratov (Rússia) |

## Campeão
| VI Mundialito de Clubes de Futebol de Praia |
| ------------------------------------------- |
| SC BRAGA Campeão (1º título)                |

## Prémios
| Melhor Jogador (MVP)   |
| ---------------------- |
| Bê Martins (Braga)     |
| Melhor Marcador        |
| Lucão (Catania)        |
| 12 golos               |
| Melhor Guarda-redes    |
| Rafael Padilha (Braga) |

## Classificação
| Pos. | Time                |
| ---- | ------------------- |
| 1º   | SC Braga            |
| 2º   | Catânia BS          |
| 3º   | Flamengo            |
| 4º   | Spartak de Moscou   |
| 5º   | Sporting CP         |
| 6º   | Levante             |
| 7º   | Lokomotiv de Moscou |
| 8º   | BATE Borisov        |